# Poligenismo
Il poligenismo (o polifiletismo) è una teoria che afferma la pluralità delle origini dei vari tipi umani sia del passato che attuali. In contrapposizione a questa concezione, il monogenismo sostiene che tutta l'umanità ha un'unica ascendenza identificata in una coppia originaria.
In ambito cattolico, il poligenismo è stato inizialmente condannato nell'enciclica Humani generis sulla base dei canoni del Concilio di Trento; oggi, tuttavia, alcuni teologi considerano il poligenismo coerente con la dottrina.

## Preadamitismo
Prima ancora di divenire due teorie biologiche, sviluppatesi nel XIX secolo sulla base degli studi di paleoantropologia e delle teorie evoluzionistiche, poligenismo e monogenismo traevano origine dalla speculazione filosofica che introduceva una prima forma della teoria del poligenismo con il preadamitismo: termine usato nel 1655 dal filosofo libertino e millenarista francese Isaac La Peyrère che, nelle opere Praeadamitae sive Exercitatio super Versibus duodecimo, decimotertio, et decimoquarto, capitis quinti, Epistolae D. Pauli ad Romanos, quibus inducuntur Primi Homines ante Adamum conditi ([I preadamiti, ovvero Esercitazione sui versetti dodicesimo, tredicesimo e quattordicesimo del capitolo quinto dell'Epistola di San Paolo ai Romani, versetti nei quali si accenna ai primi uomini creati prima di Adamo) (pubblicata anonima ad Amsterdam nel 1655) e Systema theologicum ex Praeadamitarum hypothesi, riteneva di poter rintracciare nella Bibbia stessa l'affermazione dell'esistenza simultanea di molte coppie umane prima della creazione di Adamo.

## Poligenismo, monogenismo e teoria delle razze
Contrariamente alla impostazione giudaico-cristiana del monogenismo, che trovava la sua giustificazione filosofica con la dottrina del peccato originale in Sant'Agostino le teorie poligeniste si svilupparono soprattutto in seguito alla scoperta di popolazioni del Nuovo Mondo che non rientravano negli schemi genealogici del monogenismo per la difficoltà di capire come i discendenti di Adamo fossero trasmigrati originariamente in quel continente.
Nasceva così nel 1520 una corrente poligenista che aveva il suo fulcro teorico nel medico svizzero chiamato Paracelso (1493–1541) che arrivava perciò a negare il carattere universale dell'incarnazione redentrice di Gesù, e nel pensiero di Giordano Bruno (1548-1600) che sosteneva la generazione spontanea degli uomini e degli animali dalla terra e che «tre e non uno furono i capostipiti dell'umanità; conformemente alla tradizione giudaica (riscontrabile per esempio nell'apocrifo IV libro di Esdra) prima di Adamo sarebbero stati creati i patriarchi Ennoc e Leviathan». Sulla stessa linea Giulio Cesare Vanini (1585–1619), filosofo, medico, naturalista e libero pensatore, che, come Bruno, fu condannato al rogo.
Sia il poligenismo che il monogenismo fornirono il fondamento teorico alla teoria delle razze.
Per il monogenismo, così come testimoniava la Bibbia, la specie umana discendeva da Adamo, un unico uomo originario e perfetto creato da Dio, mentre le razze erano derivate dai figli di Noè. Secondo il naturalista Georges-Louis Leclerc de Buffon (1707-1788) fra le razze la meno imperfetta era quella bianca e tutte le altre erano invece inferiori degenerate da questa e caratterizzate tutte dalla interfertilità tra esse.
Per il poligenismo secondo le teorie di Georges Cuvier (1769–1832) che per primo classificò le razze in bianca, gialla e nera, di Louis Agassiz (1807-1873) e di Samuel George Morton (1799-1851) le razze umane fanno capo a momenti di creazione differenti avvenuti in diverse aree della Terra dove sono nate le nazioni. Le differenze razziali sono innate ed immutabili e caratterizzate da un'evidente gerarchia con al culmine i bianchi e alla base i popoli di colore.
Il poligenismo divenne così la giustificazione teorica delle differenze tra gli uomini per cui l'umanità ha diverse origini ma solamente chi discende da Adamo ed Eva è del tutto umano e civile. Raggiunto così un compromesso con le teorie del monogenismo  «viene persino giustificato lo sterminio degli aborigeni dell'America Latina, quello delle tribù dell'America Settentrionale, lo sfruttamento in schiavitù degli africani, gli eccidi in massa degli ebrei europei.»